# Bomkade
De Bomkade is een kade en straat in de stad Dordrecht, in de Nederlandse provincie Zuid-Holland.

## Geschiedenis
In 1490 werd er een nieuwe haven aangelegd, die men de Bomhaven of kortweg de Bom is gaan noemen. Een bom is een gestoken gat of spon. De Bomhaven bestond uit twee kaden die voor de stad in de rivier staken. Het was in die tijd niet veel meer dan een ankerplaats, maar het belang ervan was groot. Beursschepen en veren moesten namelijk vanaf het einde van de 15e eeuw buiten de poorten hun passagiers van boord laten gaan. Aan de rivierzijde was de haven afgesloten. De ingang lag aan de oostkant, aangezien het daar vrij was van westenwinden.
De Bomkade werd in het begin aangeduid met "kade buiten de Vuilpoort". De Bom bevond zich dus buiten de Vuilpoort en was de aanlegplaats van de Zwijndrechtse veerschuiten en van de talrijke beurtveren. Al in de middeleeuwen was de Bomhaven een beurthaven, een haven bestemd voor de binnenvaart en waarbij de schippers om de beurt mochten varen. Dit is nog altijd zo.
Tegenwoordig loopt de Bomkade met een knik langs de zuidwest- en zuidoostzijde van de Bomhaven.

## Galerij

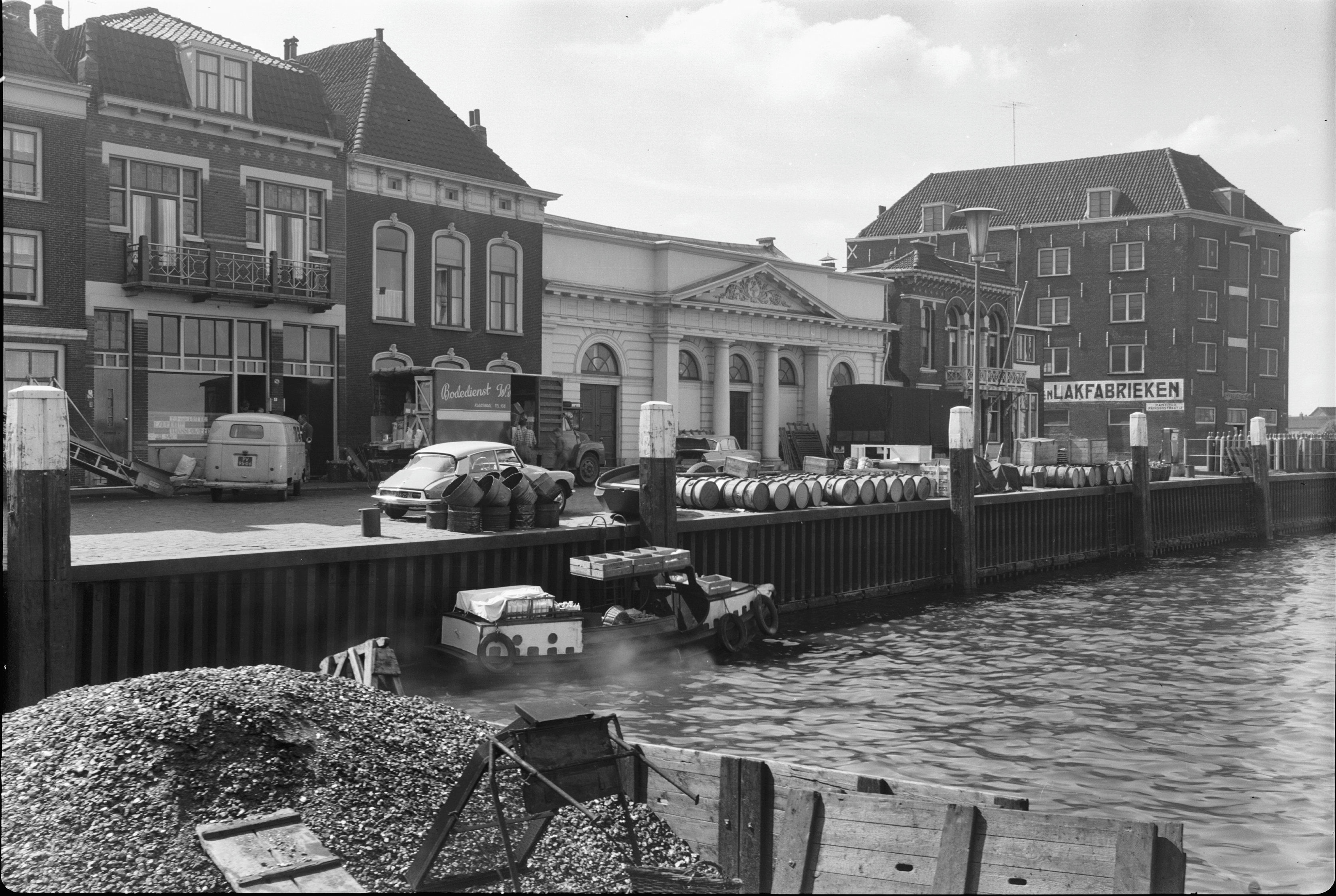
Bomkade 10-11, 1962.
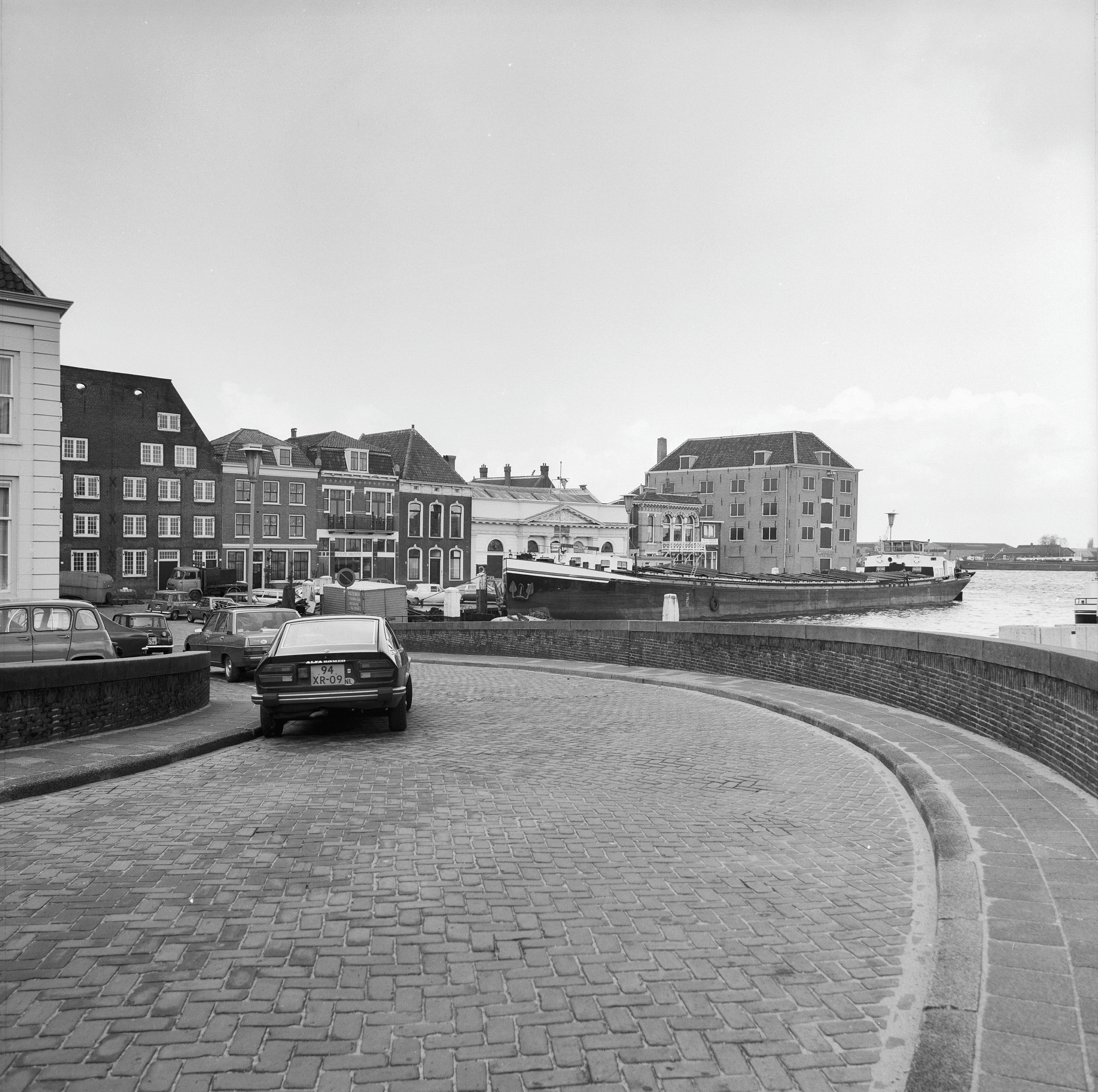
De Bomkade, gezien vanaf de Prinsenstraat, 1979.
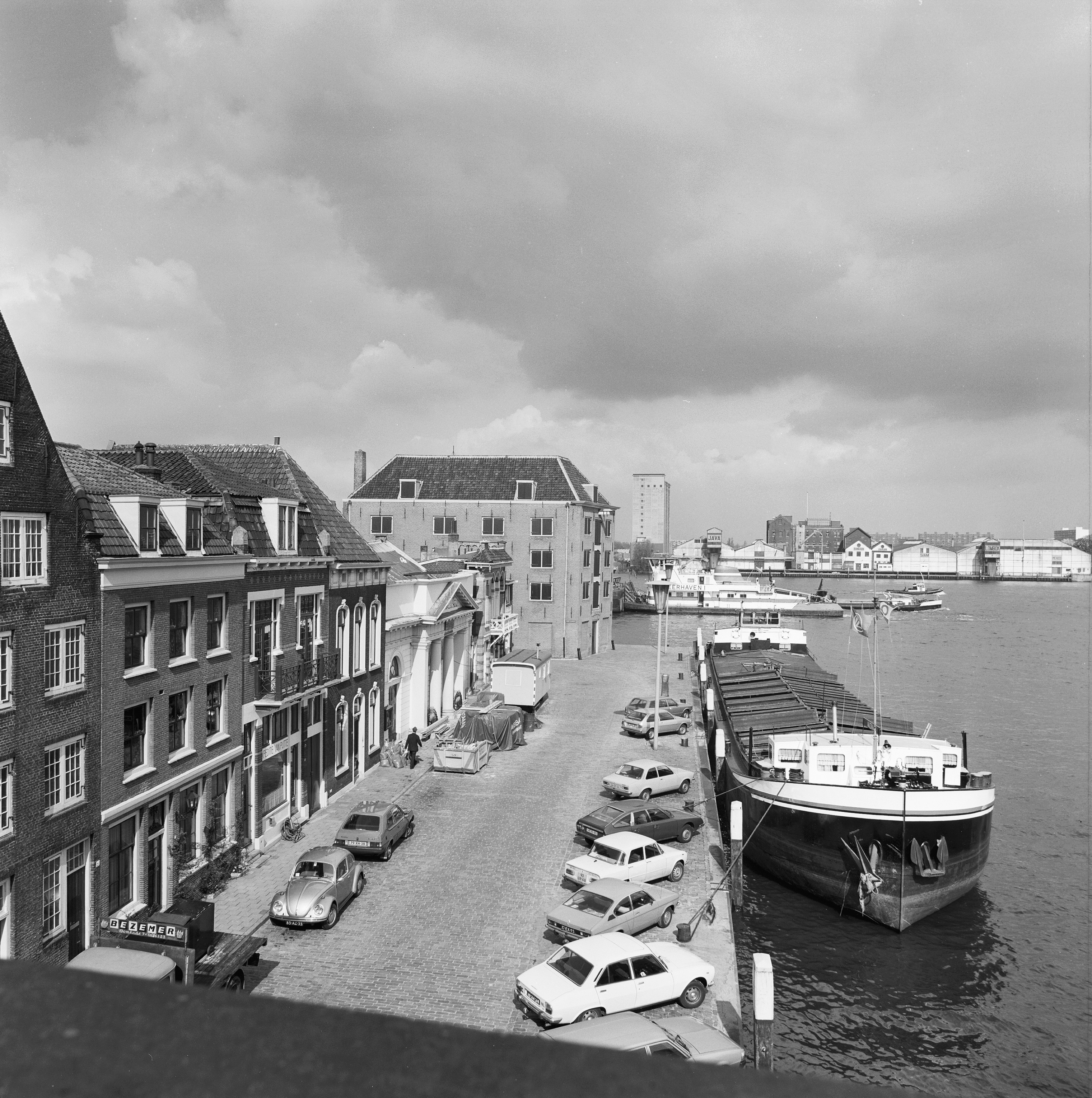
De Bomkade en Bomhaven, 1979.